# Llengua romànica austríaca

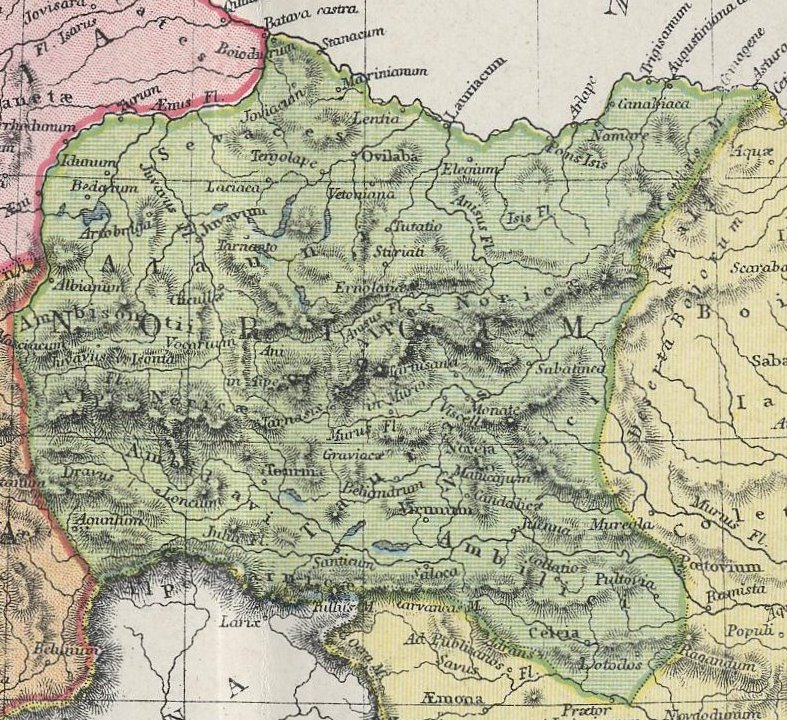
El Noricum romà, on es desenvolupà la llengua romànica austríaca després de la caiguda de l'Imperi romà

La llengua romànica austríaca fou una llengua neollatina que existí a l'àrea d'Àustria i de l'est de Baviera des de la caiguda de l'Imperi romà fins a aproximadament el s. X.

## Característiques
A les províncies de l'Imperi romà al sud del Danubi anomenades Noricum i Rhaetia els habitants llatinitzats no desaparegueren completament quan les invasions bàrbares devastaren la zona. Molts van ser-ne exterminats i altres es refugiaren a Itàlia, però alguns sobrevisqueren a les muntanyes dels Alps.
Els que vivien a Rècia donaren origen als ladins de Suïssa i el nord d'Itàlia, però els de el Noricum van sobreviure només alguns segles fins als temps de Carlemany. La llengua ladina, doncs, existeix hui dia, però la llengua romanç del Noricum (que coincideix aproximadament amb l'actual Àustria) ha desaparegut. L'explicació sembla ser-ne que el Noricum i en general l'actual Àustria estigueren més exposats que Suïssa a les devastadores invasions dels huns i àvars.

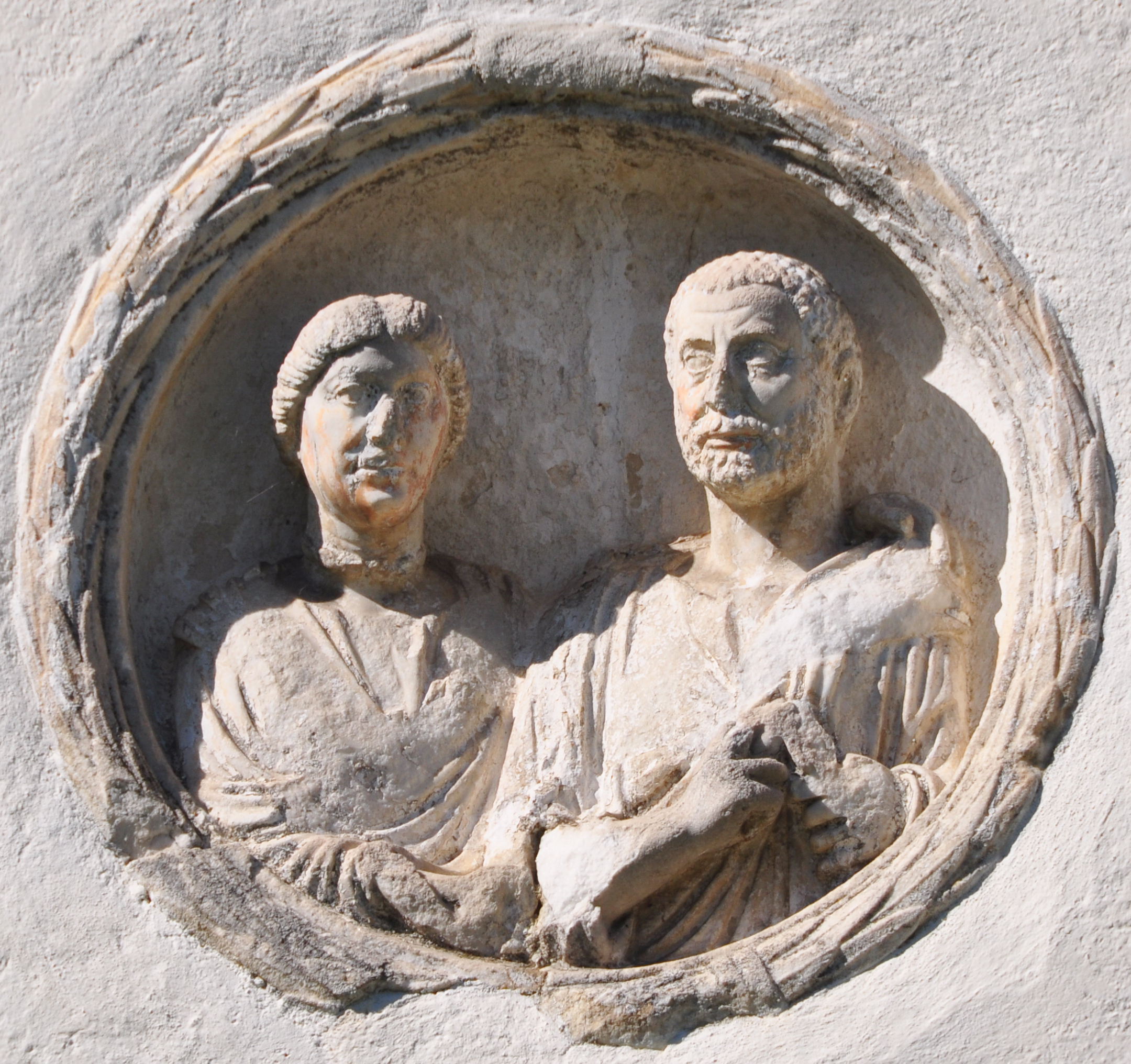
Romans del Noricum

Aquesta "llengua romanç austríaca" es parlava en diverses ciutats, i la principal n'era Juvavum (l'actual Salzburg). En efecte, aquesta ciutat romana esdevingué municipium l'any 45 de sota l'emperador Claudi (Municipium Claudium Juvavum), i arribà a ser una de les més importants de la província del Nòric. El declivi de Juvavum després del col·lapse de la frontera de Noricum fou molt ràpid, fins al punt que al s. VIII s'havia convertit en una “ruïna gairebé total”. Però els pocs habitants romanitzats que sobrevisqueren a les destruccions bàrbares, seguiren utilitzant les mines de sal de la zona en el seu comerç.
| « | San Ruperto obtuvo, de los colonos romanizados (sobrevivientes) en el lugar, indicación de que existían los restos de la romana Juvavum... | » |

Sant Rupert obtingué, dels colons romanitzats (supervivents) del lloc, indicació que hi havia restes de la romana Juvavum...

Cap a l'any 700 sant Rupert -influenciat per aquests habitants romanitzats del lloc- fundà la població anomenada Salzburg al solar de l'antic Juvavum romà, situat sobre grans mines de sal a les quals deu el seu nou nom la ciutat, que es convertí l'any 739 en seu d'un bisbat i al 798 en seu d'un arquebisbat catòlic.
Alguns acadèmics com Gernot Piccottini creuen que aquests habitants romanitzats, després de quasi tres segles de dominació alemanya, parlaven una llengua romanç molt barrejada amb l'alemany, però característica d'ells i probablement semblant a la dels actuals ladins dels Alps.

La ciutat de Vindobona (actual Viena) té algunes evidències d'aquestes poblacions romàniques, però no van més enllà del s. VI; i el mateix succeeix en totes les localitats romanes del nord d'Àustria, com Lauriacum (prop d'Enns) i Ovilava (actual Wels).
| « | El sud del Noricum mantingué una forma de llengua llatina i no fou evacuat (com el nord)... | » |

Aquestes poblacions romanitzades amb la possible llengua romanç austríaca sobrevisqueren fins a l'any 1000 a les zones properes a Teurnia i Virunum a Caríntia (sud d'Àustria).
També prop de Lienz (a la frontera amb l'Alt Adige italià) hi hagué una ciutat romana anomenada Aguntum: al 1599 Veit Netlich, un advocat, escrigué sobre l'existència de tombes (ara perdudes) amb "escriptura desconeguda" que pertanyien als supervivents d'aquesta ciutat romana destruïda al voltant del s. VII. Probablement aquesta escriptura era la llengua romanç que es desenvolupà al sud d'Àustria. Potser l'única paraula que ens queda d'aquesta llengua romanç és la denominació neollatina "Luenzina" que tenia Lienz en un document del vescovato de Bressanone fet al voltant de 1030. Els pròfugs romanitzats d'Aguntum, que abandonaren aquesta ciutat romana saquejada, donaren aquest nom al llogaret (després Lienz per als austríacs) que fundaren per sobreviure.

## Llengua retoromànica?

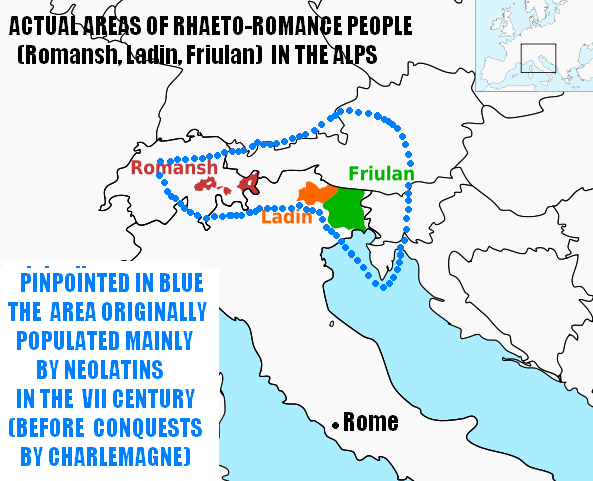
Les llengües retoromàniques en els últims 1.200 anys

L'acadèmic Piccottini afirma que la llengua romanç austríaca pertany al grup retoromànic (o almenys era una llengua protoretoromànica), basant-se en la seua proximitat geogràfica a les actuals àrees romanx/ladina/friülana dels Alps suïssoitalians. Creu també que assimilà algunes paraules del preromà rètic, especialment al Tirol.
A la zona tirolesa d'Àustria occidental, entre Innsbruck i Vaduz (el nom de la capital del Liechtenstein ve de la paraula neollatina avadutz, o siga, acqueducto en romanx), es parlà també el retoromànic fins a la Revolució francesa.
Però alguns estudiosos (com Heger) creuen que era una llengua independent i possiblement relacionada amb la desapareguda llengua romanç de Pannònia, que s'estenia per l'actual Hongria occidental al voltant del llac Balaton (poc distant de la Caríntia austríaca).